# الدو ماسیوتا
الدو ماسیوتا (: Aldo Masciotta; ۱۴ اوت ۱۹۰۹ – ۲۴ آوریل ۱۹۹۶) ورزشکار شمشیربازی اهل ایتالیا بود.
وی در مسابقات کشوری و بین‌المللی در مجموع برندهٔ ۱ مدال نقره شده‌است.